# 5ª Armata corazzata delle guardie
La 5ª Armata corazzata delle guardie (in russo: 5-я гвардейская танковая армия) fu una formazione dell'Armata Rossa che partecipò con distinzione ad alcune grandi battaglie sul fronte orientale della seconda guerra mondiale. In particolare ebbe un ruolo di grande importanza nella battaglia di Kursk, durante la quale contrattaccò a Prochorovka le Panzer-Division tedesche e nell'operazione Bagration dove contribuì a chiudere la grande sacca di Minsk.
Nell'ultima parte della guerra combatté nella lunga e sanguinosa battaglia nella Prussia Orientale che terminò dopo quattro mesi nell'aprile 1945. Totalmente motorizzata, fu la prima armata carri dell'Armata Rossa a ricevere il titolo onorifico di unità delle guardie.

## Storia
Nel quadro del vasto programma di ricostruzione e potenziamento delle unità meccanizzate dell'Armata Rossa intrapreso dai dirigenti politico-militari sovietici all'inizio 1942 dopo le catastrofiche perdite di mezzi corazzati subite nel corso dell'operazione Barbarossa, vennero costituite nel periodo maggio-giugno le prime due nuove "Armate carri", studiate in teoria per affrontare le grandi concentrazioni di panzer tedeschi in vista dell'imminente campagna dell'estate 1942. Nel giugno 1942 venne quindi organizzata la "5ª Armata carri" che venne affidata al comando del generale A. I. Lizjukov e potenziata da tre dei nuovi tankovyj korpus.

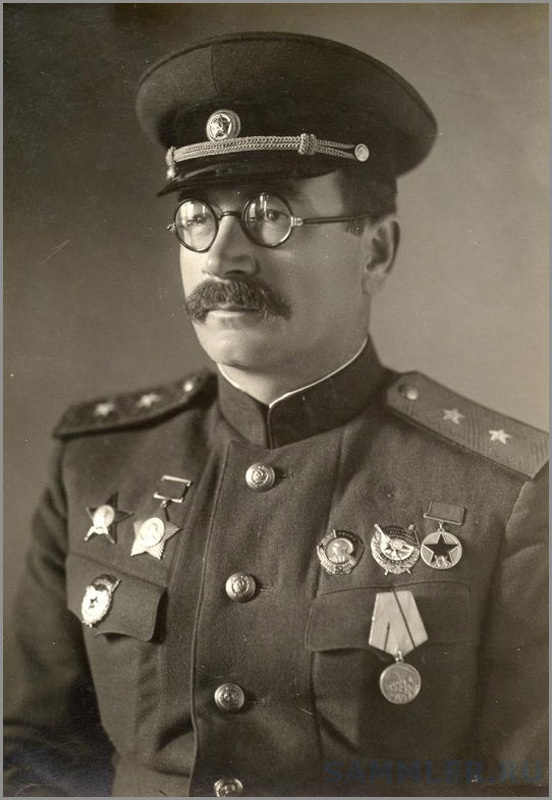
Il generale Pavel Rotmistrov, comandante della 5ª Armata corazzata delle guardie dal febbraio 1943 all'agosto 1944.

La nuova armata venne immediatamente impegnata in azione nella fase iniziale dell'operazione Blu ma il suo primo intervento operativo si concluse con risultati disastrosi: i corpi carri subirono perdite elevatissime negli scontri con le Panzer-Division tedesche e lo stesso generale Lizjukov venne ucciso durante i combattimenti. Dopo questo inizio infelice, la 5ª Armata carri venne riorganizzata e le tattiche sovietiche migliorarono; durante l'operazione Urano, l'unità, costituita da due corpi carri, un corpo di cavalleria e varie unità di fucilieri, svolse con successo un ruolo decisivo al comando del generale Pavel L. Romanenko, penentrando rapidamente in profondità nel fronte dell'Asse e chiudendo la manovra d'accerchiamento della 6. Armee tedesca.
Nonostante questo brillante successo, lo Stavka e la direzione delle truppe meccanizzate dell'Armata Rossa decise di riorganizzare completamente le armate corazzate trasformandole in unità totalmente mobili costituite solo da unità corazzate senza aggiunte di reparti di fucilieri; nel febbraio 1943 quindi la 5ª Armata carri venne completamente trasformata e ricette il titolo onorifico di unità delle guardie; il generale Pavel Rotmistrov, esperto di guerra corazzata, assunse il comando. Da questo momento l'armata fu impegnata con successo in tutte le battaglie più importanti della seconda parte della guerra; i carri armati del generale Rotmistrov si distinsero soprattutto nella battaglia di Kursk dove intervennero il 12 luglio 1943 per contrattaccare a Prochorovka le unità Waffen-SS, e nella successiva quarta battaglia di Char'kov che si concluse con il pieno successo dei sovietici. Nell'inverno 1944 la 5ª Armata corazzata delle guardie fu di nuovo impiegata come reparto scelto di sfondamento e ottenne brillanti risultati nella sanguinosa battaglia di Korsun' e nella marcia del fango fino al confine della Romania.
Nell'estate 1944 la 5ª Armata corazzata delle guardie fu assegnata al 3º Fronte Bielorusso come principale forza meccanizzata impegnata nell'operazione Bagration in Bielorussia; dopo lo sfondamento del fronte tedesco, l'armata avanzò in profondità in direzione di Minsk che venne raggiunta e liberata il 3 luglio 1944; le unità corazzate subirono però forti perdite e il generale Rotmistrov venne criticato e, dopo nuove difficoltà a Vilnius, fu sostituito nell'agosto 1944 dal generale Vasilij Timofeevič Vol'skij. La 5ª Armata corazzata delle guardie venne temporaneamente ritirata e riequipaggiata. Nel gennaio 1945 fu trasferita al 2º Fronte Bielorusso e combatté validamente durante la lunga e sanguinosa offensiva della Prussia orientale che si prolungò fino al mese di aprile. Nell'ultima fase della guerra, rimase in riserva del 2° Fronte Bielorusso del maresciallo Konstantin Rokossovskij e non prese parte alla battaglia di Berlino.
Dopo la fine della guerra, la 5ª Armata corazzata delle guardie venne trasferita in Bielorussia dove rimase durante tutto il periodo della Guerra fredda come forza meccanizzata di riserva; nel 1992 con la dissoluzione dell'Unione Sovietica l'armata venne trasferita al nuovo esercito bielorusso, quindi sciolta e trasformata in corpo d'armata.

## Ordine di battaglia nel gennaio 1945
- Quartier generale[6]
- 10º Corpo corazzato
- 29º Corpo corazzato
  -  47ª Brigata meccanizzata
  -  14º Reggimento carri pesanti delle guardie
  -  326º Reggimento cannoni semoventi pesanti delle guardie
  -  376º Reggimento cannoni semoventi pesanti delle guardie
  -  1º Reggimento motociclisti delle guardie